# Hans Cornelius

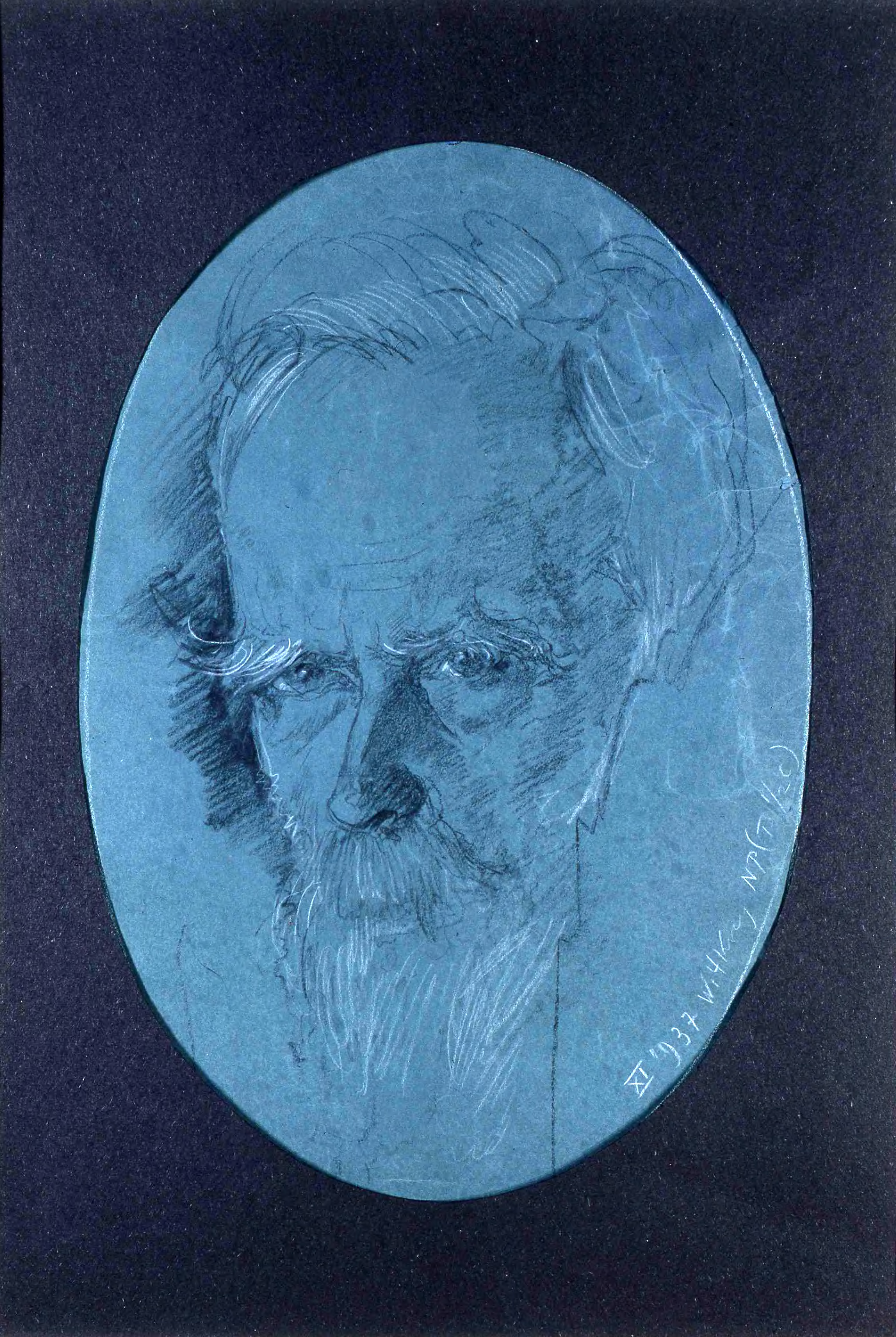
Porträt von Hans Cornelius von Stanisław Ignacy Witkiewicz, November 1937.

Hans Cornelius (* 27. September 1863 in München; † 23. August 1947 in Gräfelfing) war ein deutscher Philosoph, Psychologe und Pädagoge. Er war Professor an der Universität Frankfurt am Main.

## Leben und Wirken
Hans (Johannes Wilhelm) Cornelius war der Sohn des altkatholischen Historikers Carl Adolph Cornelius und seiner Gattin Elisabeth, geborene Simrock. In den Jahren 1876 bis 1880 (Abitur) besuchte er das Münchner Maximiliansgymnasium, unter anderem mit Philipp von Hellingrath. Seit seiner Schulzeit war er mit Heinrich Wölfflin befreundet und später auch mit Maria Gundrum.
Anschließend studierte er an den Universitäten München, Berlin und Leipzig Mathematik, Physik und Chemie und Malerei an der Privatschule von Heinrich Knirr in München. Im Jahr 1886 erwarb er den Doktorgrad als Chemiker und habilitierte sich 1894 als Philosoph in München. 1886 bis 1889 bekleidete er eine Assistentenstelle bei Professor Adolf von Baeyer (Chemie), wandte sich dann jedoch ausschließlich der Philosophie zu. Ab 1904 lehrte er als Dozent für Philosophie an der Ludwig-Maximilians-Universität München. In Sommersemester 1907 und im Wintersemester 1907/08 hielt er Vorträge in Stillehre an der Kunstgewerbeschule in München. Seit 1910 lehrte Cornelius Philosophie an die Frankfurter Akademie für Sozial- und Handelswissenschaften und wurde 1914 als erster Ordinarius für Philosophie an die neu gegründete Universität in Frankfurt am Main berufen. 1928 wurde Cornelius emeritiert; Nachfolger als Ordinarius für Philosophie und Soziologie wurde 1929 Paul Tillich. Wegen der jüdischen Herkunft seiner (dritten) Frau wurde er 1937 aus dem Vorlesungsverzeichnis gestrichen.
Cornelius unternahm unter anderem Reisen nach Italien und nach Schweden und betätigte sich auch als Maler und Bildhauer. In München unterrichtete er an den Lehrwerkstätten für freie und angewandte Kunst, die von Emil Preetorius geleitet wurden; der Lehrbetrieb wurde nach seinen Angaben neu geordnet. Auf Anregung seines einstigen Schülers Max Horkheimer fand 1950 in seinem Haus in Gräfelfing eine Ausstellung statt, in der in Verbindung mit einer Gedächtnisfeier Gemälde und Plastiken des Künstlers Hans Cornelius gezeigt wurden. 1957 fand in der Münchner Galerie Schöninger eine weitere Gedächtnisausstellung seiner Arbeiten statt.
Cornelius’ Philosophie, die von der Erkenntnistheorie Machs und der Transzendentalphilosophie Kants ausging, wollte den Kantischen Apriorismus radikalisieren und auch die kategorialen Mechanismen, die bei Kant aus der Einheit des Bewusstseins deduziert waren, allein aus der Analyse des unmittelbar Gegebenen gewinnen. Cornelius suchte die für die Einheit des Bewusstseins zentralen Humeschen Begriffe des Dings, der Kausalität und der Person einer über ihre Rettung durch Kant hinausführenden Klärung zuzuführen. Dabei gelangte er zu einer neuen Auffassung vom Wesen des Bewusstseins, indem der Begriff der Gestalt zu einer philosophischen Fundamentalkategorie erhoben wurde, durch welche Idealismus und Materialismus paradox ineinander verschränkt wurden.
Großen Einfluss übte Cornelius auf Max Horkheimer und Theodor W. Adorno aus, deren philosophischer Lehrer er war. Horkheimer wurde bei ihm 1922 summa cum laude promoviert und 1925 habilitiert. Adorno promovierte 1924 über Husserls Phänomenologie. Cornelius wies einen kulturpessimistischen Zug auf, den beide später teilten.
Cornelius, der ein konsequenter Gegner des Ersten Weltkriegs war, trat im Jahr 1918 in die SPD ein und legte mit kriegsbedingter Verspätung 1919 den Plan einer europäischen Konföderation vor. Er unterstützte die Idee eines Völkerbunds in seiner Schrift Völkerbund und Dauerfriede (1919).
Hans Cornelius heiratete im Jahr 1887 Emilie (Mia) von Dessauer (1862–1946), eine Tochter des Arztes und Begründers des deutschen Krankenhauses in Valparaiso, Heinrich von Dessauer (1830–1879), 1915 in zweiter Ehe Ingeborg Karlson (1894–1924) aus Liljeholmen bei Stockholm und 1925 in dritter Ehe Friedrike Rosenthal, verwitwete Reissner (1886–1939). 1941 ging er mit Hedwig Krämer, verwitwete Drechsel (* 1896) eine vierte Ehe ein. Vier Kinder entstammten der 1. Ehe: der spätere Geologe Hans Peter Cornelius, Wolfgang (* 1890), Friedrich (1893–1976) und Evi (* 1894). Der 2. Ehe entstammten zwei Söhne, Yngor [Yngve] (* 1921) und Hans Wolfgang Amadeus (1923–2013).

## Schriften
- Versuch einer Theorie der Existentialurteile, Rieger, München 1894
- Psychologie als Erfahrungswissenschaft, Teubner, Leipzig, Berlin 1897
- Cromwell. H. Behrendt in Kommission, Bonn 1900
- Grundsätze und Lehraufgaben für den elementaren Zeichenunterricht. Teubner, Leipzig, 1901
- Elementargesetze der bildenden Künste. Grundlagen einer praktischen Ästhetik. Mit 240 Abb. im Text und 13 Tafeln. Leipzig, Teubner, 1908 (2. Aufl. 1911; 3. vermehrte Aufl. 1921; 4. Aufl., Berlin 1921) https://digital.ub.uni-paderborn.de/ihd/content/titleinfo/2573520
- Cornelius, Hans / Reisinger, Ernst / Kerschensteiner, Georg: Aufgabe und Gestaltung der höheren Schulen. Drei Vorträge. München, Süddeutsche Monatshefte 1910
- Einleitung in die Philosophie, Teubner, Leipzig, Berlin 1903; 2. Aufl. 1911
- Transcendentale Systematik. Untersuchungen zur Begründung der Erkenntnistheorie. Reinhardt, München 1916
- Völkerbund und Dauerfriede, Schriftenreihe: Fehler und Forderungen, München 1919
- Kunstpädagogik. Leitsätze für die Organisation der künstlerischen Erziehung. Rentsch, Erlenbach-Zürich 1920
- Leben und Lehre [Autobiographie]. Felix Meiner, Leipzig 1921 (mit Porträt), in: Die deutsche Philosophie der Gegenwart in Selbstdarstellungen. Bd. 2, S. 81–99
- Vom Wert des Lebens. W. A. Adam, Hannover 1923
- Festrede gehalten zur Kantfeier der Universität Frankfurt am 11. Mai 1924 von Hans Cornelius. Werner u. Winter, Frankfurt M. 1924. Universität Frankfurt/M.: Frankfurter Universitätsreden 15
- Grundlagen der Erkenntnistheorie. Transcendentale Systematik, 2. Aufl., Reinhardt, München 1926
- Kommentar zu Kants Kritik der reinen Vernunft, Verl. d. Phil. Akademie, Erlangen 1926
- Die Aufgabe der Erziehung hergeleitet aus den ethischen und politischen Pflichten des Menschen, in: Erziehungswissenschaftliche Arbeiten 7. Pädagogisches Magazin 1208. Beyer, Langensalza 1928

Das philosophische System von Hans Cornelius (eigene Gesamtdarstellung). Junker & Dünnhaupt, Berlin 1934. Aus: Deutsche systematische Philosophie nach ihren Gestaltern; Bd. 2

## Sekundärliteratur
- Hedwig Cornelius: Cornelius, Johannes Wilhelm. In: Neue Deutsche Biographie (NDB). Band 3, Duncker & Humblot, Berlin 1957, ISBN 3-428-00184-2, S. 362 f. (Digitalisat).
- Rud. Eisler (Hrsg.): Philosophenlexikon (1912)
- Max Horkheimer: Hans Cornelius. Zu seinem 60. Geburtstag, in: Frankfurter Zeitung , 68 Jg., Nr. 715, 27. September 1923, wieder in: ders., Gesammelte Schriften, Bd. 2, hrsg. von Gunzelin Schmid Noerr, Frankfurt a. M. 1987, S. 149 ff.
- Herrmann Degener (Hrsg.): Wer ist's? 9. Ausgabe, Leipzig 1928.
- Wilhelm Kosch (Hrsg.): Das katholische Deutschland. Biographisch-Bibliographisches Lexikon. Literarisches Institut von Haas & Grabherr, Augsburg 1933 (Foto)
- Die Kunst und das schöne Heim 56, 1957/58, Beilage, S. 58
- Hans Vollmer (Hrsg.): Allgemeines Lexikon der bildenden Künstler des XX. Jahrhunderts. Band 5, Ergänzungsbd. E. A. Seemann, Leipzig 1961
- Robin D. Rollinger: Husserl and Cornelius, in: Husserl Studies 8 (1991), S. 33–56; wieder in: Robin D. Rollinger: Austrian Phenomenology: Brentano, Husserl, Meinong, and Others on Mind and Object, Frankfurt a. M. 2008, S. 189–220
- Allgemeines Künstlerlexikon (AKL), Bd. 21, de Gruyter, Berlin 1998
- Matthias Wolfes: Hans Cornelius. In: Biographisch-Bibliographisches Kirchenlexikon (BBKL). Band 16, Bautz, Herzberg 1999, ISBN 3-88309-079-4, Sp. 326–331 (Artikel/Artikelanfang im Internet-Archive).
- Siegfried Weiß: Berufswunsch Kunst. Maler, Grafiker, Bildhauer. Ehemalige Schüler des Münchner Maximiliansgymnasiums der Jahre 1849 bis 1918. Allitera Verlag, München 2012. ISBN 978-3-86906-475-8, S. 446–451 (Foto)